# Адзисар
Адзисар (осет. Адзысæр, груз. აძვისთავი — Адзвистави) — село на юго-востоке Цхинвальского района Южной Осетии (согласно юрисдикции Грузии — в Горийском муниципалитете).

## География
Расположено к востоку от осетинского села Гоята на границе с собственно Грузией и к северо-западу от грузинского села Адзви.

## Население
Основное население — осетины. По переписи 1989 года в селе жило 149 человек, из которых осетины составили 100 %.

## История
В разгар южноосетинского конфликта село находилось на границе контроля Грузии. 8 августа 2008 года грузинские войска атаковали и заняли село, а 10 августа 2008 года оставили его почти без боя. После войны в августе 2008 года село находится под контролем властей РЮО.

## Топографические карты
- Лист карты K-38-30 Орджоникидзе. Масштаб: 1 : 100 000. Состояние местности на 1984 год. Издание 1988 г.
- Лист карты K-38-65 Ленингори. Масштаб: 1 : 100 000. Издание 1979 г.